# Paris en toutes lettres
 (juillet 2020).
Paris en toutes lettres est un festival littéraire créé en 2009 par la mairie de Paris.
Ce festival propose des concerts littéraires, des lectures par des écrivains ou des comédiens, des rencontres, des performances, etc.,,.
L'édition 2012 a été suspendue, mais le festival a repris dès l'année suivante et se tenait encore en 2023 en collaboration avec la maison de la Poésie.